# James Gall

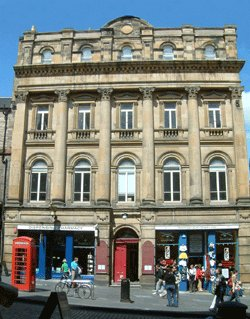
Centro Cristiano de Edimburgo, sede de la Carrubbers Close Mission fundada por James Gall.

James Gall (1808-1895) fue un clérigo escocés que fundó la Carrubbers Close Mission. Además de escribir sobre asuntos religiosos, a menudo desde un punto de vista poco ortodoxo, tenía gran interés en la astronomía. Fue muy conocido por la Guía fácil de las Constelaciones y el Atlas popular de las estrellas.

## Visión religiosa
Publicó varias obras religiosas, como la Concordancia interpretada del Nuevo Testamento (1863); La salvación inmediata para el primero de los pecadores (1864); La ciencia de las misiones (1878);
Un raro, pero importante trabajo de Gall es La Sinagoga No el Templo, el germen y modelo de la Iglesia Cristiana, publicado en 1890. Allí discute el fundamento sobre el cual se basa la Iglesia Cristiana.

## El arcángel y las estrellas
Una obra que articula sus ideas religiosas con la astronomía es su libro Las Estrellas y los Ángeles (1858), en el que aboga por la existencia de otros planetas habitados, mientras describe lo que el arcángel Gabriel habría encontrado en su camino desde el cielo hasta la tierra para decirle a María que tendría un bebé en la Navidad.

## Astronomía
Como astrónomo, Gall trabajó principalmente con las constelaciones. Como parte de este trabajo desarrolló la proyección ortográfica Gall, derivada de la proyección cilíndrica homolográfica de Lambert, para proyectar la esfera celeste en papel, plano, de manera que se evite distorsionar las formas de las constelaciones. También aplicó esta técnica para la cartografía terrestre como una manera de hacer un mapamundi plano, que fue reinventado por Arno Peters en 1967 y adoptado por organizaciones como la UNESCO.

## Trabajo con los ciegos
El padre de Gall, James Gall el Viejo (1784-1874), diseñó un "alfabeto triangular" que se utiliza para los libros en relieve para ciegos .
Gall fue un defensor de la cartografía accesible para las personas ciegas. Un formato que sugirió fue la de combinar la impresión Braille con una cuerda para indicar las líneas. Un libro de 1851 incluyó un mapa así hecho por Gall y su socio Inglis. Utilizaron bordes elevados para indicar los límites de condado y otras características.